# Шульц, Карл (офицер СС)
Карл Пауль Вильгельм Шульц (нем. Karl Paul Wilhelm Schulz; 9 сентября 1902, Эберсвальде, Германская империя — 8 октября 1984, Меттман, ФРГ) — гауптштурмфюрер СС, руководитель политического отдела концлагеря Маутхаузен. 

## Биография
Карл Шульц родился 9 сентября 1902 года в семье почтового служащего. После окончания народной школы изучал слесарное дело после чего работал помощником слесаря в железнодорожной компании в Эберсвальде. 19 марта 1923 года поступил на службу в полицию. В течение года посещал полицейскую школу в Нойбранденбурге и затем был откомандирован в службу охраны порядка в районе Берлина Лихтерфельде. В 1929 году в школе связи и техники в Берлине получил должность полицейского радиста и был переведён в полицейское управление Кёльна в отдел радиосвязи, где оставался до 1935 года. В марте 1935 года был отстранён от службы, однако уже в конце года был принят на испытательный срок в уголовную полицию Кёльна. Сначала он прошёл двухмесячный курс обучения в полицейском институте в Шарлоттенбурге, успешно сдав выпускные экзамены. Впоследствии до конца 1938 года служил в уголовной полиции Кёльна в отделе по расследованию половых преступлений, потом в отделе по борьбе с тяжкими преступлениям. 
В 1933 году вступил в ряды СС (№ 400037). 1 мая 1937 года вступил в НСДАП. 1 сентября 1939 года стал начальником политического отдела концлагеря Маутхазен. Этот отдел отвечал за ведение документации о смертности в концлагере и количестве заключенных. Кроме того, в политическом отделе проводились допросы заключенных, на которых часто применялись пытки. Шульц присутствовал при допросах и иногда сам их проводил: бывший заключённый Адольф Штумпф в своих показаниях сообщал, что при допросе Шульц его жестоко избивал и кнутом сломал ему носовую кость. Шульц также активно участвовал в массовых убийствах в лагере: в казнях советских комиссаров и солдат войск союзников, среди которых были пленные голландцы, британцы и американцы.
После окончания войны в форме унтер-офицера СС с документами на имя Карла Мюллера был взят в плен американскими войсками, из которого вскоре был выпущен. Под этой фамилией работал на строительном производстве в районе Дюссельдорфа. Впоследствии вернул себе настоящую фамилию. С 1950 года работал портье в отеле Кёльна. 3 марта 1956 года окружной суд Мюнхена выписал ордер на арест Шульца, и уже 13 марта он был задержан и помещён в следственный изолятор, из которого 27 июля 1957 года был освобождён. В ходе расследования в период с августа 1958 по июнь 1964 был заключён под стражу. 21 ноября 1966 года в Кёльне начался судебный процесс, на котором Шульцу были предъявлены обвинения в преступлениях, совершенных в концлагере Маутхаузен. 30 октября 1967 года был приговорён к 15 годам заключения за покушение на убийство и пособничество в убийстве в 9 случаях. Весной 1968 года был освобождён досрочно.